# Monumento Nacional al USS Maine
El Monumento Nacional al USS Maine es un monumento al aire libre ubicado en la entrada Merchants' Gate de Central Park, en Columbus Circle, en Manhattan, Nueva York . Fue emitido el 1 de septiembre de 1912 y dedicado el 30 de mayo de 1913 a los hombres muertos a bordo del USS Maine, cuando esta explotó en el puerto de La Habana.

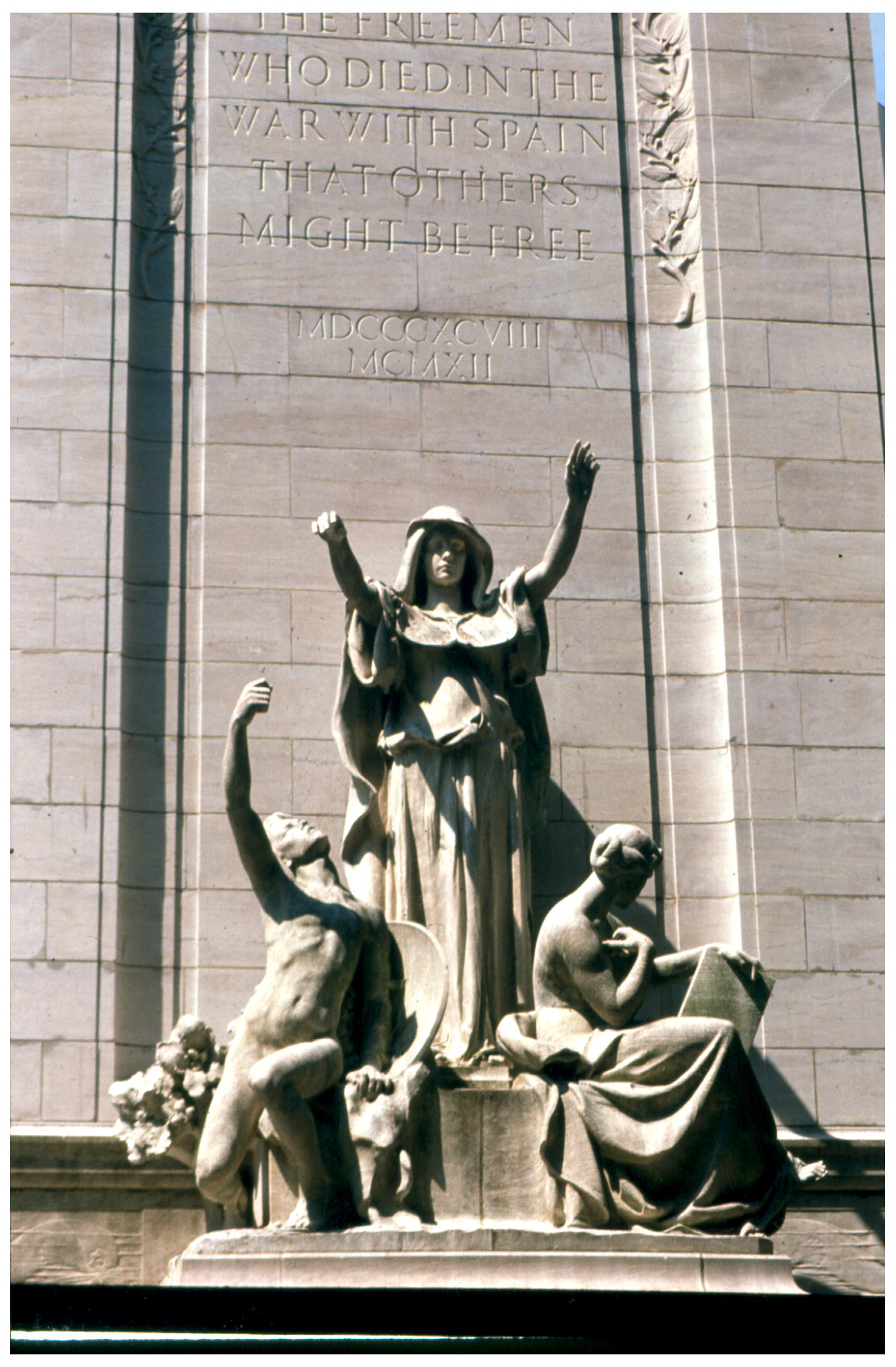
El grupo de tres figuras esculpidas

En 1913, se completó y dedicó un monumento al USS Maine diseñado por Harold Van Buren Magonigle en la ciudad de Nueva York. El monumento consiste en un pilono con una fuente en su base y esculturas de Attilio Piccirilli que lo rodean. Un grupo escultórico de figuras de bronce dorado en lo alto del pilón representa a Columbia Triumphant, su carruaje de conchas marinas tirado por tres hipocampos, modelado por Audrey Munson . Según los informes, el bronce de este grupo procedía del metal recuperado de los cañones del Maine . En el lado del parque del monumento se fija una placa conmemorativa que fue fundida en metal rescatado del barco. No se sabe cuántas de estas placas del escultor Charles Keck se produjeron, pero se pueden encontrar en muchos lugares de los Estados Unidos. Fueron fundidos por Jno Williams Bronze Foundry y ampliamente publicitados.
El 22 de abril de 2021, el monumento fue destrozado durante una protesta en Columbus Circle. El monumento fue rociado con grafitis que incluían "ACAB" (lo que significa que todos los policías son bastardos ) y "Stonewall fue un disturbio" (en referencia a los disturbios de Stonewall que ocurrieron en Greenwich Village el 28 de junio de 1969).